# Malaxis thienii
Malaxis thienii är en orkidéart som beskrevs av Dodson. Malaxis thienii ingår i släktet knottblomstersläktet, och familjen orkidéer. Inga underarter finns listade i Catalogue of Life.